# Patrick Opdenhövel
Patrick Opdenhövel (* 27. Februar 1964 in Duisburg) ist ein deutscher Historiker, Ministerial- und politischer Beamter sowie Politiker (CDU). Von Juni 2017 bis Juni 2022 war er Staatssekretär im Ministerium der Finanzen des Landes Nordrhein-Westfalen.

## Leben

### Ausbildung und wissenschaftliche Tätigkeit
Nach seinem Abitur am Käthe-Kollwitz-Gymnasium in Duisburg-Ruhrort (1983) nahm Opdenhövel ein Studium in den Fächern Neuere Geschichte, Politikwissenschaft und Philosophie an der Westfälischen Wilhelms-Universität in Münster auf (1983–1992), welches er mit der Promotion beendete. 1994 bis 1995 war er als Lehrbeauftragter an der Johannes Gutenberg-Universität Mainz im Fachbereich Amerikanistik tätig.

### Politischer Werdegang
Opdenhövel war zwischen 1993 und 1996 Landesgeschäftsführer der Jungen Union in Hessen. Nachdem er 1996 als wissenschaftlicher Mitarbeiter der CDU Niedersachsen tätig gewesen war, wurde der Historiker Referent in der Abteilung Grundsatzfragen/Politische Planung der CDU-Bundesgeschäftsstelle, wo er ab September 1997 auch in der Funktion des stellvertretenden Leiters tätig war. 1999 wechselte er in das persönliche Büro des Hessischen Ministerpräsidenten, Roland Koch. Dort war er bis 2004 Leiter des Grundsatzreferates, ehe er Referatsleiter „Politische Planung und Controlling“ und stellvertretender Abteilungsleiter „Planung und Controlling“ in der Hessischen Staatskanzlei sowie Kirchenbeauftragter wurde. 2006 wurde er unter Ministerpräsident Jürgen Rüttgers Leiter der Abteilung II, „Ressortkoordination“, in der Staatskanzlei des Landes Nordrhein-Westfalen. Nach der Übernahme des Ministerpräsidentenpostens durch Hannelore Kraft im Jahr 2010 wechselte er in das Ministerium der Finanzen des Landes Nordrhein-Westfalen und bekleidete dort das Amt des Leiters der Abteilung VI.
Am 30. Juni 2017 wurde Patrick Opdenhövel im Zuge der Kabinettsbildung des Kabinetts Laschet von Ministerpräsident Armin Laschet zum Staatssekretär im Ministerium der Finanzen des Landes Nordrhein-Westfalen unter Minister Lutz Lienenkämper ernannt. Damit wurde er Nachfolger von Rüdiger Messal. Auch nach der Bildung des Kabinetts Wüst I fungierte er im Finanzministerium in gleicher Funktion. Im Zuge der Bildung des Kabinetts Wüst II übernahm Dirk Günnewig die Staatssekretärsposition im nun von Marcus Optendrenk geleiteten Ministerium.
Seit November 2023 ist er Geschäftsführer der Ludwig-Erhard-Stiftung.

### Privates
Opdenhövel ist verheiratet und Vater eines Sohnes.

## Schriften
- Die kanadisch-deutschen Beziehungen in der Zwischenkriegszeit: Handels- und Außenpolitik 1919–1939. (Dissertation), Frankfurt am Main: Lang, 1993, ISBN 978-3-631-45996-6.
- Deutsche Außenpolitik vor dem Hintergrund des Wandels in Osteuropa 1989–1993, in: Liberalismus, Parlamentarismus und Demokratie. Festschrift für Manfred Botzenhart zum 60. Geburtstag, hg. v. Michael Epkenhans, Martin Kottkamp, Lothar Snyders, Göttingen: Cuvillier, 1994, S. 327 bis 355, ISBN 3-89588-021-3.
- Die demografische Herausforderung für Politik und Wirtschaft in Hessen: Daten, Fakten, Handlungsoptionen, in: Zukunft Hessen, Zukunft Deutschland. Chancen der demografischen Herausforderung, hg. v. Vereinigung der hessischen Unternehmerverbände e. V., Köln: Deutscher Instituts-Verlag, 2005, S. 17–28, ISBN 3-602-14711-8.